# Giro del Delfinato 2014
Il Giro del Delfinato 2014, sessantaseiesima edizione della corsa, valido come sedicesima prova dell'UCI World Tour 2014, si è svolto dall'8 al 15 giugno 2014 su un percorso complessivo di 1176 km suddivisi in 8 tappe. La vittoria è andata allo statunitense Andrew Talansky, in forza al team Garmin-Sharp, che ha completato il percorso con il tempo di 31h08'08".

## Tappe
| Tappa  | Data      | Percorso                               | km    | Vincitore di tappa | Leader cl. generale |
| ------ | --------- | -------------------------------------- | ----- | ------------------ | ------------------- |
| 1ª     | 8 giugno  | Lione > Lione (cron. individuale)      | 10,4  | Chris Froome       | Chris Froome        |
| 2ª     | 9 giugno  | Tarare > Pays d'Olliergues-Col du Béal | 156   | Chris Froome       | Chris Froome        |
| 3ª     | 10 giugno | Ambert > Le Teil                       | 194   | Nikias Arndt       | Chris Froome        |
| 4ª     | 11 giugno | Montélimar > Gap                       | 167,5 | Jurij Trofimov     | Chris Froome        |
| 5ª     | 12 giugno | Sisteron > La Mure                     | 189,5 | Simon Špilak       | Chris Froome        |
| 6ª     | 13 giugno | Grenoble > Poisy                       | 178,5 | Jan Bakelants      | Chris Froome        |
| 7ª     | 14 giugno | Ville-la-Grand > Finhaut-Emosson (CHE) | 160   | Lieuwe Westra      | Alberto Contador    |
| 8ª     | 15 giugno | Megève > Courchevel                    | 131,5 | Mikel Nieve        | Andrew Talansky     |
| Totale | Totale    | Totale                                 | 1 176 |                    |                     |

## Squadre partecipanti
| N.      | Cod. | Squadra                    |
| ------- | ---- | -------------------------- |
| 1-8     | SKY  | Team Sky                   |
| 11-18   | AST  | Astana Pro Team            |
| 21-28   | TCS  | Tinkoff-Saxo               |
| 31-38   | COF  | Cofidis, Solutions Credits |
| 41-48   | OGE  | Orica-GreenEDGE            |
| 51-58   | MOV  | Movistar Team              |
| 61-68   | ALM  | AG2R La Mondiale           |
| 71-78   | EUC  | Team Europcar              |
| 81-88   | LTB  | Lotto-Belisol              |
| 91-98   | IAM  | IAM Cycling                |
| 101-108 | CAN  | Cannondale                 |

| N.      | Cod. | Squadra                 |
| ------- | ---- | ----------------------- |
| 111-118 | TFR  | Trek Factory Racing     |
| 121-128 | BMC  | BMC Racing Team         |
| 131-138 | KAT  | Team Katusha            |
| 141-148 | OPQ  | Omega Pharma-Quickstep  |
| 151-158 | FDJ  | FDJ.fr                  |
| 161-168 | GAR  | Garmin-Sharp            |
| 171-178 | GIA  | Team Giant-Shimano      |
| 181-188 | LAM  | Lampre-Merida           |
| 191-198 | BEL  | Belkin Pro Cycling Team |
| 201-208 | TNE  | Team NetApp-Endura      |

## Dettagli delle tappe

### 1ª tappa
- 8 giugno: Lione > Lione – Cronometro individuale – 10,4 km

Risultati
| Pos. | Corridore        | Squadra      | Tempo  |
| ---- | ---------------- | ------------ | ------ |
| 1    | Chris Froome     | Sky          | 13'13" |
| 2    | Alberto Contador | Tinkoff-Saxo | a 8"   |
| 3    | Bob Jungels      | Trek         | a 9"   |

| Pos. | Corridore        | Squadra      | Tempo  |
| ---- | ---------------- | ------------ | ------ |
| 1    | Chris Froome     | Sky          | 13'13" |
| 2    | Alberto Contador | Tinkoff-Saxo | a 8"   |
| 3    | Bob Jungels      | Trek         | a 9"   |

### 2ª tappa
- 9 giugno: Tarare > Pays d'Olliergues-Col du Béal – 156 km

Risultati
| Pos. | Corridore        | Squadra      | Tempo    |
| ---- | ---------------- | ------------ | -------- |
| 1    | Chris Froome     | Sky          | 4h24'41" |
| 2    | Alberto Contador | Tinkoff-Saxo | s.t.     |
| 3    | Wilco Kelderman  | Belkin       | a 4"     |

| Pos. | Corridore        | Squadra      | Tempo    |
| ---- | ---------------- | ------------ | -------- |
| 1    | Chris Froome     | Sky          | 4h37'44" |
| 2    | Alberto Contador | Tinkoff-Saxo | a 12"    |
| 3    | Wilco Kelderman  | Belkin       | a 21"    |

### 3ª tappa
- 10 giugno: Ambert > Le Teil – 194 km

Risultati
| Pos. | Corridore             | Squadra       | Tempo    |
| ---- | --------------------- | ------------- | -------- |
| 1    | Nikias Arndt          | Giant         | 5h30'03" |
| 2    | Kris Boeckmans        | Lotto-Belisol | s.t.     |
| 3    | R. Janse van Rensburg | Belkin        | s.t.     |

| Pos. | Corridore        | Squadra      | Tempo     |
| ---- | ---------------- | ------------ | --------- |
| 1    | Chris Froome     | Sky          | 10h07'47" |
| 2    | Alberto Contador | Tinkoff-Saxo | a 12"     |
| 3    | Wilco Kelderman  | Belkin       | a 21"     |

### 4ª tappa
- 11 giugno: Montélimar > Gap – 167,5 km

Risultati
| Pos. | Corridore      | Squadra       | Tempo    |
| ---- | -------------- | ------------- | -------- |
| 1    | Jurij Trofimov | Katusha       | 3h59'22" |
| 2    | Gustav Larsson | IAM           | a 23"    |
| 3    | Pim Ligthart   | Lotto-Belisol | a 25"    |

| Pos. | Corridore        | Squadra      | Tempo     |
| ---- | ---------------- | ------------ | --------- |
| 1    | Chris Froome     | Sky          | 14h09'19" |
| 2    | Alberto Contador | Tinkoff-Saxo | a 12"     |
| 3    | Wilco Kelderman  | Belkin       | a 21"     |

### 5ª tappa
- 12 giugno: Sisteron > La Mure – 189,5 km

Risultati
| Pos. | Corridore       | Squadra | Tempo    |
| ---- | --------------- | ------- | -------- |
| 1    | Simon Špilak    | Katusha | 4h51'24" |
| 2    | Wilco Kelderman | Belkin  | a 14"    |
| 3    | Adam Yates      | Orica   | a 14"    |

| Pos. | Corridore        | Squadra      | Tempo     |
| ---- | ---------------- | ------------ | --------- |
| 1    | Chris Froome     | Sky          | 19h01'00" |
| 2    | Alberto Contador | Tinkoff-Saxo | a 12"     |
| 3    | Wilco Kelderman  | Belkin       | a 12"     |

### 6ª tappa
- 13 giugno: Grenoble > Poisy – 178,5 km

Risultati
| Pos. | Corridore     | Squadra      | Tempo    |
| ---- | ------------- | ------------ | -------- |
| 1    | Jan Bakelants | Omega Pharma | 4h07'20" |
| 2    | Lieuwe Westra | Astana       | s.t.     |
| 3    | Zdeněk Štybar | Omega Pharma | a 24"    |

| Pos. | Corridore        | Squadra      | Tempo     |
| ---- | ---------------- | ------------ | --------- |
| 1    | Chris Froome     | Sky          | 23h12'15" |
| 2    | Alberto Contador | Tinkoff-Saxo | a 12"     |
| 3    | Wilco Kelderman  | Belkin       | a 12"     |

### 7ª tappa
- 14 giugno: Ville-la-Grand > Finhaut-Emosson (CHE) – 160 km

Risultati
| Pos. | Corridore      | Squadra | Tempo    |
| ---- | -------------- | ------- | -------- |
| 1    | Lieuwe Westra  | Astana  | 4h32'51" |
| 2    | Jurij Trofimov | Katusha | a 7"     |
| 3    | Egor Silin     | Katusha | a 16"    |

| Pos. | Corridore        | Squadra      | Tempo     |
| ---- | ---------------- | ------------ | --------- |
| 1    | Alberto Contador | Tinkoff-Saxo | 27h46'51" |
| 2    | Chris Froome     | Sky          | a 8"      |
| 3    | Andrew Talansky  | Garmin       | a 39"     |

### 8ª tappa
- 15 giugno: Megève > Courchevel – 131,5 km

Risultati
| Pos. | Corridore     | Squadra | Tempo    |
| ---- | ------------- | ------- | -------- |
| 1    | Mikel Nieve   | Sky     | 3h20'29" |
| 2    | Romain Bardet | AG2R    | a 3"     |
| 3    | Adam Yates    | Orica   | a 5"     |

| Pos. | Corridore         | Squadra       | Tempo     |
| ---- | ----------------- | ------------- | --------- |
| 1    | Andrew Talansky   | Garmin        | 31h08'08" |
| 2    | Alberto Contador  | Tinkoff-Saxo  | a 27"     |
| 3    | J. Van Den Broeck | Lotto-Belisol | a 35"     |

## Evoluzione delle classifiche
| Tappa  | Vincitore      | Classifica generale Maglia gialla | Classifica a punti Maglia verde | Classifica scalatori Maglia rossa a pois | Classifica giovani Maglia bianca | Classifica a squadre |
| ------ | -------------- | --------------------------------- | ------------------------------- | ---------------------------------------- | -------------------------------- | -------------------- |
| 1ª     | Chris Froome   | Chris Froome                      | Chris Froome                    | Vincenzo Nibali                          | Bob Jungels                      | Team Sky             |
| 2ª     | Chris Froome   | Chris Froome                      | Chris Froome                    | Kévin Réza                               | Wilco Kelderman                  | Astana Pro Team      |
| 3ª     | Nikias Arndt   | Chris Froome                      | Chris Froome                    | Kévin Réza                               | Wilco Kelderman                  | Astana Pro Team      |
| 4ª     | Jurij Trofimov | Chris Froome                      | Chris Froome                    | Kévin Réza                               | Wilco Kelderman                  | Astana Pro Team      |
| 5ª     | Simon Špilak   | Chris Froome                      | Chris Froome                    | Alessandro De Marchi                     | Wilco Kelderman                  | Astana Pro Team      |
| 6ª     | Jan Bakelants  | Chris Froome                      | Chris Froome                    | Alessandro De Marchi                     | Wilco Kelderman                  | Astana Pro Team      |
| 7ª     | Lieuwe Westra  | Alberto Contador                  | Chris Froome                    | Alessandro De Marchi                     | Wilco Kelderman                  | Astana Pro Team      |
| 8ª     | Mikel Nieve    | Andrew Talansky                   | Chris Froome                    | Alessandro De Marchi                     | Wilco Kelderman                  | Astana Pro Team      |
| Finale | Finale         | Andrew Talansky                   | Chris Froome                    | Alessandro De Marchi                     | Wilco Kelderman                  | Astana Pro Team      |

## Classifiche finali

### Classifica generale - Maglia gialla
| Pos. | Corridore         | Squadra       | Tempo     |
| ---- | ----------------- | ------------- | --------- |
| 1    | Andrew Talansky   | Garmin        | 31h08'08" |
| 2    | Alberto Contador  | Tinkoff-Saxo  | a 27"     |
| 3    | J. Van Den Broeck | Lotto-Belisol | a 35"     |
| 4    | Wilco Kelderman   | Belkin        | a 43"     |
| 5    | Romain Bardet     | AG2R          | a 1'20"   |
| 6    | Adam Yates        | Orica         | a 2'05"   |
| 7    | Vincenzo Nibali   | Astana        | a 2'12"   |
| 8    | Mikel Nieve       | Sky           | a 2'59"   |
| 9    | Daniel Navarro    | Cofidis       | a 3'04"   |
| 10   | Jakob Fuglsang    | Astana        | a 3'17"   |

### Classifica a punti - Maglia verde
| Pos. | Corridore        | Squadra      | Punti |
| ---- | ---------------- | ------------ | ----- |
| 1    | Chris Froome     | Sky          | 34    |
| 2    | Alberto Contador | Tinkoff-Saxo | 33    |
| 3    | Wilco Kelderman  | Belkin       | 32    |
| 4    | Jan Bakelants    | Omega Pharma | 29    |
| 5    | Andrew Talansky  | Garmin       | 28    |

### Classifica scalatori - Maglia rossa a pois
| Pos. | Corridore            | Squadra    | Punti |
| ---- | -------------------- | ---------- | ----- |
| 1    | Alessandro De Marchi | Cannondale | 102   |
| 2    | Egor Silin           | Katusha    | 64    |
| 3    | Lieuwe Westra        | Astana     | 61    |
| 4    | Jurij Trofimov       | Katusha    | 58    |
| 5    | Andrew Talansky      | Garmin     | 48    |

### Classifica giovani - Maglia bianca
| Pos. | Corridore             | Squadra | Tempo     |
| ---- | --------------------- | ------- | --------- |
| 1    | Wilco Kelderman       | Belkin  | 31h08'51" |
| 2    | Romain Bardet         | AG2R    | a 0'37"   |
| 3    | Adam Yates            | Orica   | a 1'22"   |
| 4    | Sébastien Reichenbach | IAM     | a 5'48"   |
| 5    | Kenny Elissonde       | FDJ     | a 35'32"  |

### Classifica a squadre - Numero giallo
| Pos. | Squadra                    | Tempo     |
| ---- | -------------------------- | --------- |
| 1    | Astana Pro Team            | 93h29'36" |
| 2    | Team Sky                   | a 18'26"  |
| 3    | AG2R La Mondiale           | a 32'50"  |
| 4    | Team Katusha               | a 36'59"  |
| 5    | Cofidis, Solutions Credits | a 38'05"  |